# Lino Cason
Pour les articles homonymes, voir Cason.
Lino Cason (né le 27 octobre 1914 à Maserada sul Piave dans la province de Trévise en Vénétie et mort le 15 juillet 1989 à Mazzè) est un footballeur italien, dont la carrière, débutée dans les années 1930 fut perturbée par la Seconde Guerre mondiale.

## Palmarès
Juventus
- Championnat d'Italie (1) :
  - Champion : 1934-35.